# 藤丸和彦
藤丸 和彦 （ふじまる かずひこ、1970年9月22日 - ）は、宮崎県小林市出身の日本のサクソフォーン奏者、作曲家。作陽音楽大学（現：くらしき作陽大学）音楽学部教育音楽学科卒。

## 経歴・人物
1992年、大学卒業後に上京。サックス奏法ジャズ理論を大山日出男に師事。血液型はAB型。

### 活動・ユニット
- サックス・ファイブ （「東京ディズニーランド」でサックスのみで構成されたバンド）（2003年〜2005年）
- T-OFF（2005年～）

### ライブサポート
- 「ウエスタン・カーニバル」　出演：平尾昌晃、ミッキー・カーチス、山下敬二郎ほか（2003年〜）
- 西田あい （2012年〜）
- ベン・E・キング日本公演ツアー「ベン・E・キング スタンド・バイ・ミー ライブ2014」（2014年）
- BONDS OF ROCK'N ROLL（メンバー：村山一海（THE COOLS）、CONNY（ex THE VENUS）、翔（横浜銀蠅））（2014年〜）

### CM
- キユーピー社「おにぎりの具っ！」（1999年）
- カルビー社「ザクザクポテト」（振付指導のみ）（2001年）

### その他
- サックス科講師（シェリーミュージックスクール 拠点：学芸大学駅）（2013年〜）[1]
- 平成26年度小林市文化会館自主文化事業「第3回こばやしわのしずくFes.」出演[2][3]
- 宮古島シギラリゾート内にオープンしたオールディーズライブ＆ダイニングバー「Funky Flamingo(ファンキーフラミンゴ)」、ハウスバンド「宮古島グラフィティーズ」の第１期メンバーとして参加（2018年9月- ）[4]

## ディスコグラフィー

### アルバム
- T-OFF 「FLAVORS OF THE SUN」 （エアプレーンレーベル）　（2016年4月1日）[5]　 - 収録曲「Blue Sunday」、FMえどがわ『おかえりなさい』オープニングテーマ
- T-OFF 「FRUSTRATION」 （エアプレーンレーベル）　（2019年2月6日）

### 参加CD
- 今、甦るウエスタン・カーニバル ロカビリー三人男&3人娘 スペシャル・コンサート2005(DVD付)　（2006年4月5日）
- 弘田三枝子
  - ミコ・トゥデイ （2005年10月25日）
- CONNY
  - STAND BY ME （2014年12月20日）
  - 美舞丙比／ビー・マイ・ベイビー （2015年4月13日）
  - CONNY with Lil’ Mo and The Dynaflos　Doo-Wop Tonight　（2015年7月29日）
  - A Tribut to the Manhattan Transfer ～The Boy From New York City ～　（2015年8月5日）
  - Rockin’ Around the Christmas Tree （2015年12月12日）
  - The Wanderer / ザ・ワンダラー （2016年1月16日）
- オムニバス
  - ゲットヒップ　ショーケース・８ （2014年12月31日）

## メディア出演

### ラジオ
- 2016年3月30日　かわさきFM 「内海利勝 ＬＯＶＥ＆ＰＥＡＣＥ 同じ空の下から」[6]
- 2016年4月15日　FMえどがわ「おかえりなさい」
- 2016年9月7日　FMえどがわ「えどがわ大好き！『見つけた！えどがわの元気人！』」（「季節は彩りの中で」の１コーナー）
- 2016年11月4日　FMえどがわ「おかえりなさい」
- 2017年3月6日　ソラトニワ原宿「大山愛未のAiming my way !」
- 2017年9月29日　FMえどがわ「おかえりなさい」
- 2017年12月2日　FMえどがわ20周年記念イベント　公開生放送[7]

### テレビ
- 2020年8月6日　MXテレビ 「ミュージック・モア」 ゲスト:尾藤イサオ[8]

## これまでにサポートした人々
尾藤イサオ、マリーン、ジョニー大倉、あいざき信也、ザ・クールス、平山みき、弘田三枝子、加藤高道（狩人）、植田よしあき（ワイルドワンズ）、岡本信（ザ・ジャガーズ）、つのだ☆ひろ、渡辺真知子、西城秀樹、小川知子、尾崎 紀世彦、山本リンダ、麻丘めぐみ、フォーリーブス、平尾昌晃、ミッキー・カーチス、山下敬二郎、飯田久彦、佐川満男、ささきいさお、鈴木ヤスシ、田辺靖雄、九重佑三子、田代みどり、森山加代子、中尾ミエ、園まり、伊東ゆかり、湯原昌幸、小野ヤスシ　ほか